# Філяріїдози
Філяріїдо́зи (англ. Filariasis, у множині — лат. Filariases; лат. Filariidosis, Filariatosis, у множині — лат. Filariatoses; також філяріази, або філяріатози, або філяріози) — група гельмінтозів, які спричинюють філярії (нитчатки) родини Onchocercidae, порядку (іноді називають надродиною) Filariidae, типу Nemathelminthes. Відомо близько 110 видів філярій, але лише 8 з них здатні зумовити інвазії в людей. На сьогодні в клінічному плані філяріїдози поділяють на 3 групи:
- лімфатичні, які спричинюють Wuchereria bancrofti (вухереріоз), Brugia malayi та Brugia timori (бругіоз малайський та тиморський). Ці філярії проникають до лімфатичної системи, в тому числі, й до лімфатичних вузлів; в хронічних випадках здатні зумовити елефантіаз (слоновість);
- підшкірні, які спричинюють Loa loa (лоаоз), Mansonella streptocerca (інвазія, яку спричинює Mansonella streptocerca, або стрептоцеркоз) і Onchocerca volvulus (онхоцеркоз або річкова сліпота). Ці філярії уражають гіподерму, жировий шар;
- серозні, які спричинюють Mansonella perstans і Mansonella ozzardi (серозні мансонельози). Ці філярії уражають серозні порожнини (суглобів, живота, внутрішніх органів).

ВООЗ вважає за необхідне виділяти тільки поняття «лімфатичні філяріїдози», об'єднуючи в ньому усі ці гельмінтози.

## Історія відкриття

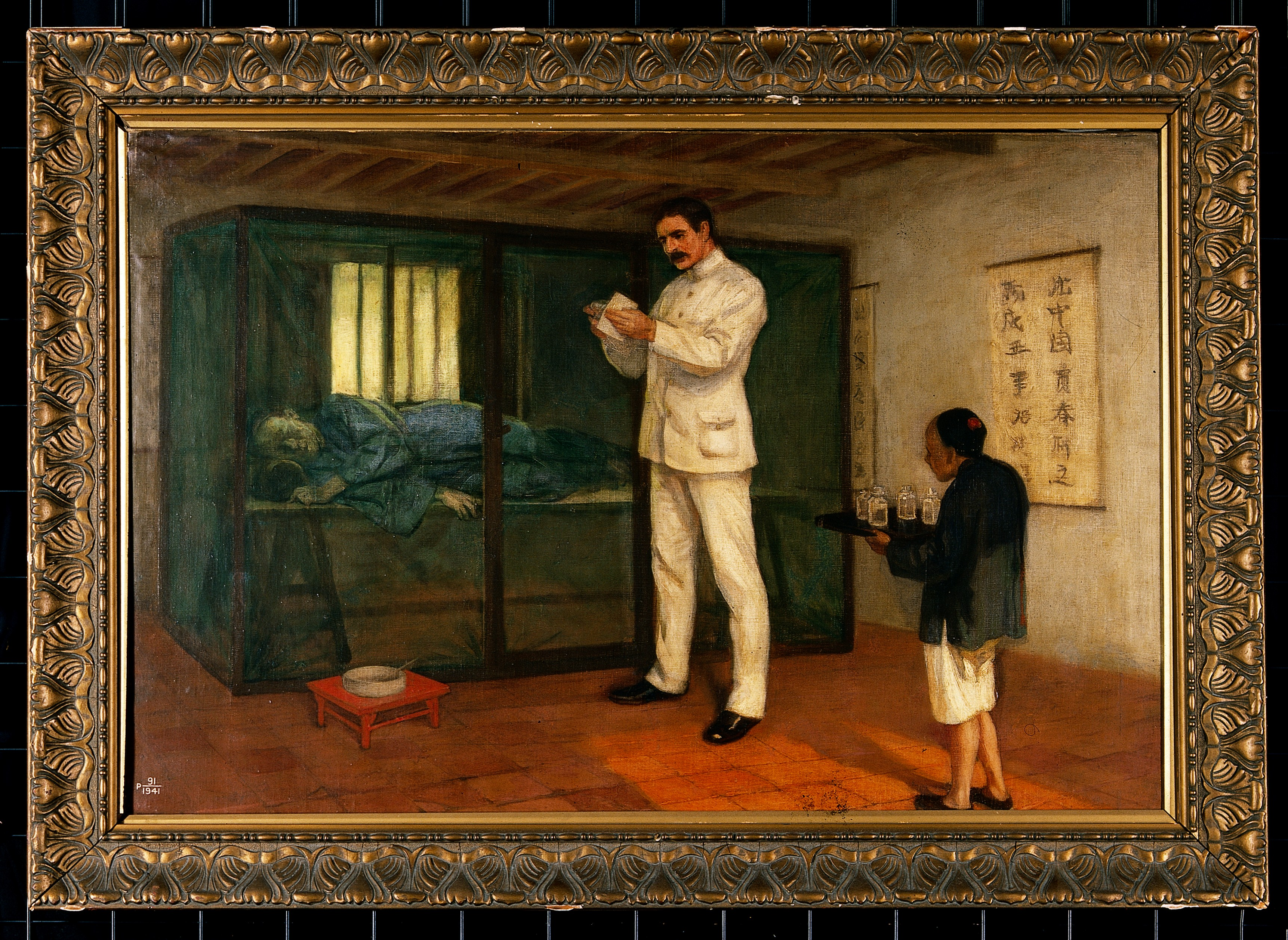
Патрік Менсон проводить дослідження у хворого (Е. Боард, 1912 рік).

Ці захворювання здавна привертали увагу через виникнення слоновості — гротескних пухлин кінцівок, грудей, статевих органів тощо. Ці деформації були описані та зображені на малюнках з найдавніших часів, хоча інтерпретацію їх слід розглядати з обережністю. Лімфатичні філяріїдози можливо були поширені вздовж Нілу здавна, і, хоча немає жодних письмових згадок, опухлі кінцівки на статуї єгипетського фараона Ментухотепа II, яку було створено близько 2 000 до н. е., дозволяють припустити, що він страждав від слоновості.

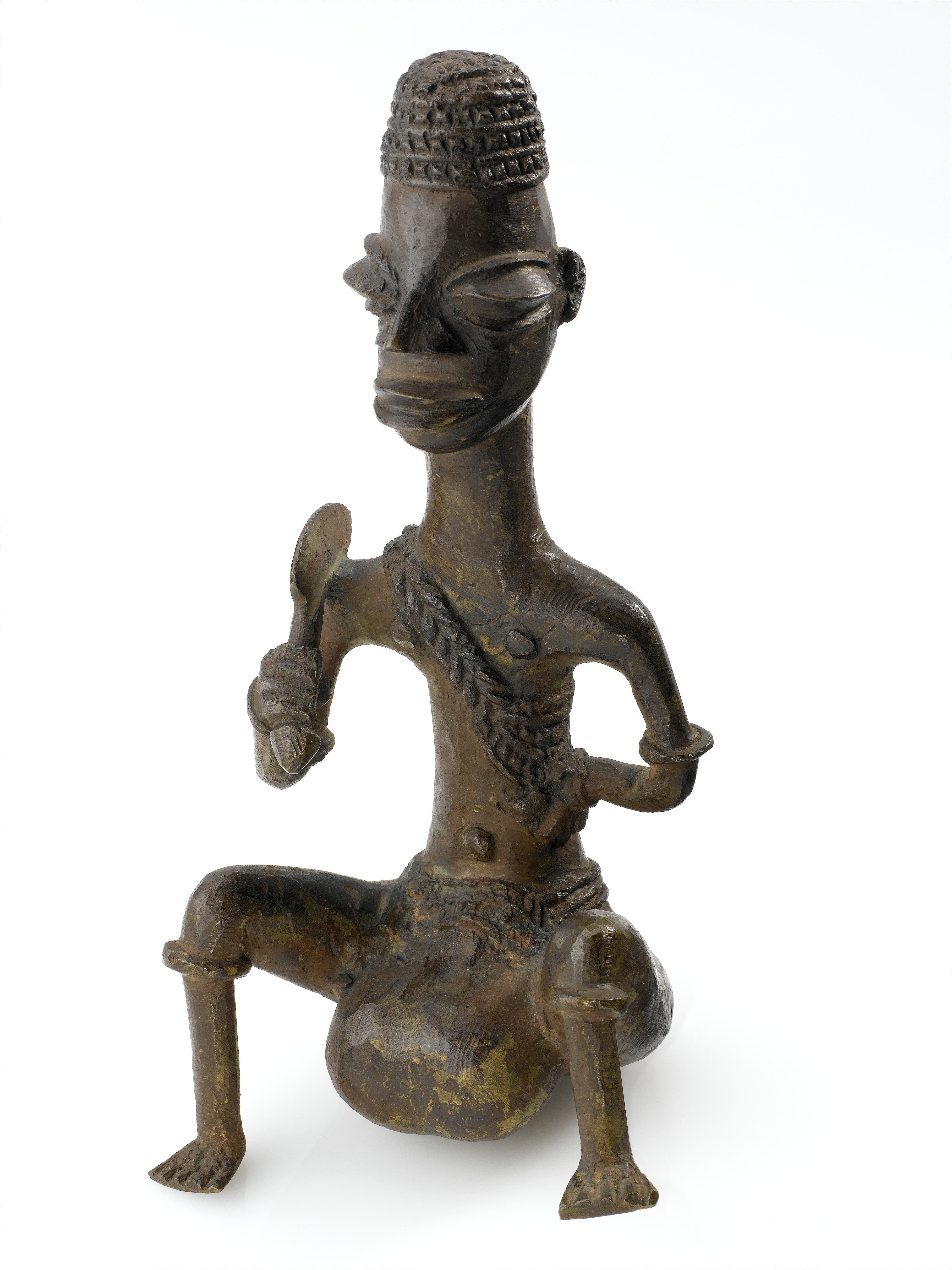
Статуетка з Нігерії, що показує людину з типовим мошонковим елефантіазом.

Маленькі статуетки та золоті гирі у вигляді людини від культурі Нок в Західній Африці, створені приблизно у 500-ті рр н. е., показують збільшену мошонку, що є частим при філяріїдозній слоновості. Уперше слонову хворобу описав Тит Лукрецій Кар (90-55 р. до н. е.), який її виявляв у мешканців узбережжя Нілу. Грецькі та римські автори були обізнані з відмінностями різних видів слоновості, тому використовували термін «грецька слоновість», щоб описати проказу, а термін «арабська слоновість», щоб описати лімфатичні філяріїдози. Арабські лікарі, в тому числі й Авіценна, також були обізнані з відмінностями між проказою та лімфатичними філяріїдозами.

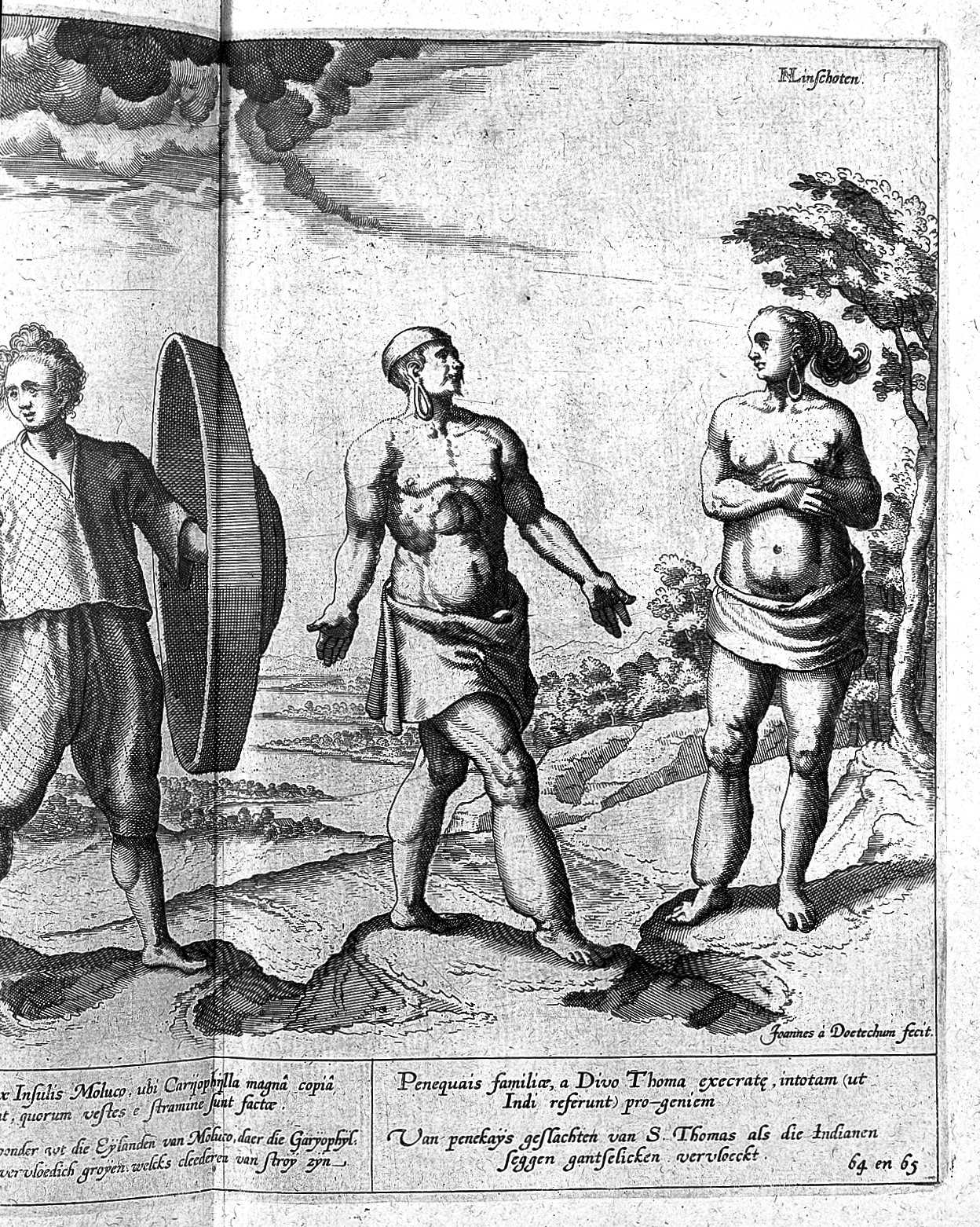
Малюнки Ян Гюйгена Ліншотена, де він під час своїх подорожей намалював аборигенів з слоновістю — «нащадків тих, хто вбив святого Томаса».

Перші більш-менш детальні описи наслідків лімфатичних філяріїдозів почали з'являтися в XVI-му столітті. Вони сталі відомі відтоді як «прокляття святого Томаса», коли під час візиту в Гоа між 1588 і 1592 роками голландський мореплавець Ян Гюйген Ліншотен записав, що нащадки тих, що вбили Святого Томаса, були «усі народжені з однією людською ногою, а другою — як у слона». Після цього збільшилось число згадок про слоновість як в Африці, так і в Азії, включаючи Китай, де шотландський паразитолог Патрік Менсон у 1877 році описав життєвий цикл одного з паразитів, які спричинюють філяріїдози, що було визнано як одне з найбільших відкриттів у паразитології. Менсон, який працював у той час у Сямені в Китаї, знайшов мікрофілярій в крові собак і людини, припустив, що ці паразити в крові можуть бути передані комахами. Відповідно, він годував комарів на крові свого садівника, який був заражений, і виявив личинкові стадії в комарів. Тим не менш, Менсон вважав, що мікрофілярія втекла з комара у воді, і що люди заразилися через пиття цієї забрудненої води або внаслідок проникнення через шкіру. Фактичний режим передачі не був встановлений, допоки не були проведені дослідження австралійського паразитолога Томаса Бенкрофта та помічника Менсона Джорджа Кармайкла Лоу, які продемонстрували наявність мікрофілярій у ротових утвореннях комарів у 1900 році.
Ще один з яскравих проявів лімфатичних філяріїдозів — це хілурія, тобто біле «молочне» забарвлення сечі через потрапляння туди лімфи, яка має такий колір. Цей симптом був вперше описаний Вільямом Проутом в його книзі «Про природу і лікування шлунку та захворювань нирок» (англ. On the Nature and Treatment of Stomach and Renal Diseases, 1849 р.). Личинки мікрофілярій були вперше виявлені у хілурічній рідині французьким хірургом Жаном-Ніколя Демарком у 1863 році і, незалежно від нього, в сечі Отто Генріхом Вухерером у Бразилії в 1866 році. У 1872 році шотландський лікар Тімоті Льюїс, який працював тоді в Калькутті, знайшов однакові мікрофілярії як в крові, так і в сечі, і визначив їх значення в розвитку слоновості. Дорослий черв'як був описаний Джозефом Бенкрофтом у 1876 році. Його спочатку британський гельмінтолог Томас Спенсер Кобболд назвав Filaria bancrofti на честь Бенкрофта. Зрештою збудник отримав свою сучасну епонімічну назву за прізвищами двох науковців Отто Вухерера та Жозефа Бенкрофта — Wuchereria bancrofti, який спричинює вухереріоз.

## Актуальність
Близько 1,1 мільярда людей у 55 країнах світу знаходяться під загрозою виникнення філяріїдозів, зокрема лімфатичних, та потребують широкомасштабного профілактичного лікування, відомого, як хіміотерапія. Більше ніж 80 % цих людей живуть у 10 країнах, в яких рівень захворюваності є найвищим — Бангладеш, Кот-д'Івуар, Демократична Республіка Конго, Індія, Індонезія, М'янма, Нігерія, Непал, Філіппіни та Танзанія. Близько 120 мільйонів людей в світі є інфікованими, до 40 мільйонів спотворено та інвалідізовано внаслідок цих гельмінтозів.
Поширені філяріїдози у всьому тропічному поясі — в Африці, Азії, Південній Америці, на островах Тихого океану, та спричинюють захворюваність мільйонів місцевих мешканців та зараження осіб, які подорожують. Через високий рівень мандрівок у сучасному світі цими інвазіями можуть заражатися й громадяни України, які їздять до ендемічних по цих гельмінтозах країн.

## Етіологія
Філярійний життєвий цикл, як і всіх нематод, складається з 5 етапів розвитку личинок у хребетному (основному) хазяїні і у переноснику та проміжному хазяїні — членистоногому. Дорослі самиці народжують тисячі личинок першого етапу, або мікрофілярій, які потрапляють в організм комах. Циркуляцію мікрофілярій в крові називають «мікрофіляріємією». Деякі мікрофілярії мають унікальний щоденний циркадний ритм періодичності периферичної циркуляції. У комарів і мух також є циркадний ритм живлення кров'ю тварин. Найбільша концентрація мікрофілярій в крові основного хазяїна зазвичай відбувається у той час, коли комахи активно живляться.
Філярії проходять 2 послідовні личинкові зміни в організмі комахи. Третя стадія личинок потім повертається назад до основного хазяїна під час живлення комахи. Ці личинки проходять крізь дерму і потрапляють до регіонарних лімфатичних вузлів та судин. Ще 2 личинкові стадії (мікрофілярії) проходять тривалий розвиток в організмі людини. Протягом наступних 9 місяців личинки розвиваються в дорослих черв'яків (20-100 мм завдовжки). У середньому паразит живе протягом 5 років. Для філярій людина є кінцевим хазяїном.

## Епідеміологічні особливості

### Джерело інфекції
Джерелом інфекції є хребетні, в організмі яких відбувається мікрофіляріємія.

### Механізм передачі
Потрапляння філярій в організм людини відбувається трансмісивно внаслідок укусу комах (комарі, мухи тощо). Через те, що дорослі особини живуть у замкнутій серцево-судинній системі хребетних зараження здорових може відбуватися виключно при кровосмоктанні, яке здійснюють комахи, з подальшим розвитком у організмі цих проміжних хазяїв. Після потрапляння мікрофілярій у шлунок комахи вони далі мігрують в м'язи, де перетворюються на інвазійних личинок. Струмом гемолімфи вони заносяться в колючий хоботок комахи і при черговому кровосмоктанні личинки через ранку в шкірі потрапляють в організм остаточного хазяїна. Існує пряма кореляція між часом кровосмоктання і піком мікрофіляріємії при багатьох філяріїдозах. Концентрація личинок деяких видів філярій, циркулюючих в крові, може протягом доби в периферичних судинах змінюватися. У зв'язку з цим виділяють три типи інвазії:
- періодичний — виражений пік чисельності припадає на певний час доби — вдень або вночі;
- субперіодичний — личинки постійно перебувають у крові, але в якийсь час доби їх концентрація зростає;
- неперіодичний (постійний) — мікрофілярії виявляють у крові в будь-який час у однаковій кількості.

### Сприйнятливий контингент та імунітет
У людей з ендемічних районів філяріїдози досить часто перебігають малосимптомно або безсимптомно, допоки не зросте до величезних рівнів антигенне філярійне навантаження, в той час як неімунні іноземці, що приїхали до ендемічних районів, як правило, мають стрімку та сильну імунну відповідь і більш значущі ранні клінічні прояви, навіть і при легкому перебігу.
Імунна відповідь при філяріїдозах формується відповідно до загальних закономірностей імунного процесу. Він більш виражений на паразитування личинок. Імунні реакції, що виникають проти мікрофілярій, захищають хазяїна від безконтрольного збільшення інтенсивності інвазії у випадках повторного зараження. У корінних жителів ендемічних районів виробляється частковий імунітет, який обумовлює зниження чисельності дорослих особин, скорочення терміну їх життя, а також придушення народження мікрофілярій. Поступово розвивається також резистентність до повторних заражень.

## Патогенез
Препатентний період визначають як інтервал між часом укусу комахи та появою мікрофілярій в крові з передбачуваною тривалістю його близько 12 місяців.
Наступні фактори впливають на патогенез філяріїдоза:
- кількість філярійного антигену, який накопичився в лімфатичній системі;
- тривалість і кількість інфективних укусів комах;
- кількість вторинних бактеріальних і грибкових інфекцій;
- ступінь імунної відповіді хазяїна.[18][19][20]

Філярійна інфекція зумовлює значний рівень запальної імунної відповіді, який призводить до розвитку лімфатичної обструкції. Підвищення рівнів імуноглобуліну Е (IgE) і імуноглобуліну G4 (IgG4) є вторинним по відношенню до антигенного (з мертвих філярій) стимулювання Th2-типу імунної відповіді.
Дослідження показали, що існує сімейна схильність до лімфатичної обструкції, що гени хазяїна здатні стимулювати виникнення специфічних набряків. Дослідження також показали, що мікрофіляріємія може бути високою в осіб з низьким рівнем манозо-пов'язаного лектина, припускаючи наявність людської генетичної схильності до цього. Крім того, схильність до розвитку хронічного філяріїдозного ураження було виявлено в осіб з поліморфізмом ендотеліну-1 і рецепторів II фактора некрозу пухлин.
Досить виразна при філяріїдозах алергічна перебудова в організмі, що призводить до різноманітних клінічних проявів.
Дослідження показали, що лімфатичні філярійні паразити містять в собі рикетсієподібну ендосімбіотичну бактерію Wolbachia. Вважають, що ця асоціація збільшує ступінь запальної реакції при філяріїдозах.

## Класифікація і клінічні прояви

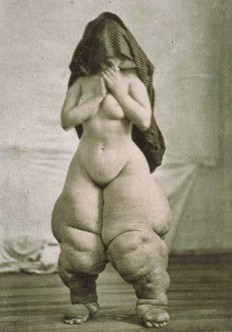
Портрет жінки, хворої на філяріїдозну слоновість.

Нині в МКХ-10 вирізняють «Онхоцеркоз» (виділений в окремий підклас В73) та «Філяріїдози» (підклас В74), куди відносять «Філяріїдоз», який спричинює Wuchereria bancrofti (Вухереріоз)" (В74.0), «Філяріїдоз, який спричинює Brugia malayi (Бругіоз малайський)» (В74.1), «Філяріїдоз, який спричинює Brugia timori (Бругіоз тиморський)» (В74.2), «Лоаоз» (В74.3). «Мансонельоз (що включає ураження, зумовлені Mansonella streptocerca, perstans і ozzardi)» (В74.4). Також у підклас філяріїдозів згідно МКХ-10 включено «Дирофіляріоз» до групи «Інші філяріїдози» (B74.8).
Головними клінічними проявами лімфатичних філяріїдозів вважають:
- гарячку;
- пахову або пахвову лімфаденопатію;
- біль у яєчку і/або у паховій ділянці;
- відшарування шкіри;
- набряк кінцівок або геніталій — повторні епізоди запалення і лімфедеми призводять до лімфатичної пошкодження, хронічного набрякання і формування слоновості ніг, рук, мошонки, вульви, молочних залоз.

Наступні гострі синдроми були описані при філяріїдозах:
- гострий аденолімфангіт (ГАЛ);
- філяріїдозна гарячка — характеризується гарячкою без наявності лімфаденіту;
- тропічна легенева еозинофілія (ТЛЕ).

Прогноз при своєчасній діагностиці та лікуванні сприятливий; розвиток слоновості, ураження очей може призвести до інвалідності. Причиною смертей можуть бути гнійно-септичні ускладнення.

## Діагностика
Діагностика філяріїдозів ґрунтується на виявленні мікрофілярій (в крові, сечі, шкірі, вузлах, оці тощо), ІФА з виявленням різного класу антитіл при скритному перебігу.
Інструментальні методи, що їх використовують в діагностиці філяріїдозів:
- Рентгенографія грудної клітки — дифузні легеневі інфільтрати можна виявити у осіб з ТЛЕ.
- Ультразвукове дослідження (УЗД) — можна використати для виявлення і контролю лімфатичної обструкції лімфатичної мережі у паховій ділянці та у мошонці; також її використовують для виявлення в організмі хворого життєздатних черв'яків;
- Лімфосцинтиграфія — використовують для виявлення протяжності ураження лімфатичної системи і локації місць обструкції[26].

При гістологічному дослідженні виявляють такі зміни:
- при лімфатичних філяріїдозах в уражених лімфатичних вузлах знаходять фіброз та лімфатичну обструкцію зі створенням коллатералєй каналів;
- при слоновості шкіра характеризується гіперкератозом, акантозом, пошкодженням лімфатичної і жирової тканини, втратою еластичних волокон, фіброзом;
- при онхоцеркозі онхоцеркоми мають центральні стромальні зміни та гранульоматозні утворення; запальний регіон, в якому виявляють дорослих гельмінтів, і периферійну волокнисту частину; мікрофілярії в шкірі зумовлюють слабку запальну реакцію, яка призводить до втрати пружності шкіри і формування рубців.

### Специфічна діагностика
Мікрофілярії можуть бути виявлені дослідженням наступного:
- Кров — мікрофілярії можна виявити у всіх видів, що спричинюють філяріїдози[27];
- Сеча — якщо є підозра на наявність у хворого лімфатичного філяріїдозу, сеча повинна бути розглянута макроскопічно для виявлення хілурії та потім оглянута під мікроскопом для виявлення у ній мікрофілярій;
- Шкіра — підшкірні філяріїдози діагностують, коли мікрофілярій виявлено в кількох зразках шкіри з різних ділянок, розташованих симетрично по обидві сторони тіла; тест Маззотті дозволяє підтвердити діагноз підшкірного філяріїдоза, якщо мікрофілярій до того не було виявлено;
- Око — мікрофілярії при онхоцеркозі можна виявити в рогівці або передній камері ока при огляді за допомогою щілинної лампи.

## Лікування
У лікуванні застосовують альбендазол, мебендазол, флюбендазол, диетилкарбамазин. При деяких з філяріїдозів ефективні: івермектин (при вухереріозі), сурамін (при онхоцеркозі). Частину з цих препаратів не зареєстровано на сьогодні в Україні.

## Профілактика
В ендемічних районах потрібно проводити інтенсивний захист від укусів комах-переносників. Просочені інсектицидом сітки або обприскування приміщень інсектицидом залишкової дії можуть допомогти захистити населення ендемічних районів від інфікування.
Пацієнтам з хронічними проявами, такими як слоновість, лімфатичний набряк або водянка рекомендують неухильно дотримуватися правил гігієни і перешкоджати вторинному інфікуванню та прогресуванню хвороби.